# Hoan Lạc Tụng
Hoan Lạc Tụng (tiếng Anh: Ode To Joy) (tiếng Trung: 欢乐颂), là bộ phim truyền hình Trung Quốc năm 2016, được đạo diễn bởi Khổng Sanh và Giản Xuyên Hoà, sản xuất bởi Đông Dương Chính Ngọ Dương Quang ảnh thị . Phim được chuyển thể từ tiểu thuyết cùng tên của nhà văn A Nại .
Phần 1 của phim đã được phát sóng tại Việt Nam trên kênh VTV3 với tên gọi Khúc ca hạnh phúc.

## Nội dung phim
Nội dung phim kể về 5 cô gái sống ở tầng 22 chung cư Hoan Lạc Tụng ở thành phố Thượng Hải. Mỗi người có những tính cách và cuộc sống khác nhau, họ khác biệt nhau về xuất thân, tuổi tác, quan hệ xã hội, sự nghiệp. Quan hệ ban đầu của họ có những xung đột, nhưng sau đó họ đã trở thành những người bạn tốt của nhau. Họ cùng trải qua những khó khăn, thử thách trong sự nghiệp, tình yêu và ngày càng hoàn thiện mình .

## Diễn viên

### Chính

#### Phần 1 và 2
| Diễn viên    | Vai            | Vai trò | Vai trò | Miêu tả |
| Diễn viên    | Vai            | 1       | 2       | Miêu tả |
| Lưu Đào      | Andy           | Chính   | Chính   | Trở về từ New York để tìm lại em trai, tầng lớp kinh doanh cao cấp, CFO (Giám đốc tài chính) của công ty đầu tư. Cao ngạo và xinh đẹp mà cô độc, tính khí lạnh lùng, sắc sảo. Có kiến thức cao về xử lý các sự việc và cổ phiếu. IQ cao nhưng khá cứng nhắc, có khả năng chịu đựng áp lực cao. Là người hiểu biết nhất trong các cô gái tầng 22. Lúc đầu đã quen và yêu Kỳ Điểm, hai người xảy ra người xích mích, hiểu lầm với nhau, rồi chia tay. Nhờ có Bao Dịch Phàm dần biết rung động trở lại.                               |
| Tưởng Hân    | Phàn Thắng Mỹ  | Chính   | Chính   | Sinh ra từ gia đình nghèo, "công chúa ngỏ hẽm". Nhân sự cấp cao của công ty nước ngoài (Quản trị nhân sự). Là một đóa hoa đẹp, nhưng lớn lên trong gia đình gia trưởng nghèo khó, cha mẹ đối xứ với cô rất bất công, sau giờ làm việc thường xuyên phải gồng gánh cho người anh cả, phải kiếm tiến để lắp đầy "hố không đáy" của gia đình. Ý thức được nghĩa vụ của bản thân, là một người tốt. Ham phú quý nhưng biết điều tiết, nhiều lúc ép người hơi quá đáng. Là người tốt bụng, hay lo lắng cho người khác, trọng tình nghĩa |
| Vương Tử Văn | Khúc Tiểu Tiêu | Chính   | Chính   | Thuộc thế hệ "giàu có thứ hai" là con người kỳ quặc. Là "hoa hồng có gai", con cáo nhỏ lôi cuốn. Vui vẻ, thú vị, là con người chân thật và không đạo đức giả, trọng tình nghĩa. Lớn lên trong các mối quan hệ phức tạp của gia đình, mặc dù học không giỏi nhưng có hiểu biết xã hội, tinh khôn, trọng tình trọng nghĩa, luôn muốn được ba mẹ yêu thương khen ngợi. Thường có hiểu lầm với Thắng Mỹ |
| Dương Tử     | Khưu Oánh Oánh | Chính   | Chính   | Cô gái bình thường đến từ thành phố nhỏ, nhân viên công sở, không tài năng cũng không xinh đẹp. Cha mẹ từ nông thôn đến sinh sống tại thành thị, họ mong muốn cô sẽ có được một chỗ đứng vững chắc trong thành phố lớn. Tính cách đơn giản, dễ tin lời người khác, trong sáng. Sau khi bị mất việc, được nhận vào 1 cửa hàng bán cà phê, sau này đã được lên làm chủ cửa hàng và tìm được người bên mình cả cuộc đời là Ứng Cần.                                                                                                   |
| Kiều Hân     | Quan Sư Nhĩ    | Chính   | Chính   | Gia đình hoàn hảo, cô gái ngoan hiền, nhân viên nước ngoài thực tập tại công ty xếp hạng 500 theo Forbes. Xuất thân từ một gia đình gia giáo, là người tĩnh lặng và sống nội tâm, mọi người thường bỏ qua sự hiện diện của cô. Là cô gái nhỏ tuổi nhất trong 5 người nhưng tính cách lại trưởng thành, nhút nhát. Yêu đơn phương bác sĩ Triệu, nhưng sau này đã phải lòng anh chàng Tạ Đồng nhiệt huyết. |

### Diễn viên phụ
| Diễn viên    | Vai              | Vai trò   | Vai trò   | Miêu tả |
| Diễn viên    | Vai              | 1         | 2         | Miêu tả |
| Tổ Phong     | Kỳ Điểm/ Ngụy Vị | Chính     | Khách mời | Một giám đốc khôn ngoan và có năng lực, người xây dựng sự nghiệp của mình từ tay trắng. Anh ta thận trọng và luôn bảo vệ những người xung quanh anh. Anh ấy quen Andy qua mạng xã hội. Là người yêu đầu tiên của Andy. |
| Vương Khải   | Triệu Khải Bình  | Chính     | Chính     | Sinh viên hàng đầu học rộng uyên bác. Là bác sĩ ở bệnh viện lớn. Cao lớn đẹp trai, thông minh, vui vẻ, là bác sĩ có trình độ, trông giống như "Người Trẻ" là nhận xét hay nhất về bản thân. Khác biệt với các mọt sách khác thường có tính gàn dở, thì bác sĩ Triệu là người có trình độ học vấn, ẩn chứa sự quyến rũ tiêu biểu, trung thực và là người làm việc đáng tin cậy duyên dáng. Được Quan Sư Nhĩ đơn phương thích nhưng lại có tình cảm với Khúc Tiểu Tiêu - người có tính tình trái ngược với mình. |
| Cận Đông     | Đàm Tông Minh    | Khách mời | Khách mời | Ông chủ của Andy, một nhân vật huyền thoại trong giới kinh doanh Thượng Hải. Anh là bạn cùng lớp lâu năm với Andy, và có tình cảm với cô ấy, nhưng không có can đảm để thú nhận. Bây giờ, anh ở bên Andy như là người bạn đáng tin cậy. |
| Dương Thước  | Bao Dịch Phàm    | Khách mời | Chính     | Thuộc thế hệ giàu có thế thứ hai và phó chủ tịch của công ty do gia đình thành lập. Một doanh nhân trẻ, năng động và tâm huyết. Thích Andy, theo đuổi cô bằng mọi cách và cuối cùng cũng làm cô rung động. Là người phóng khoáng, thông minh, hài hước |
| Trương Lục   | Vương Bách Xuyên | Chính     | Chính     | Một doanh nhân làm việc chăm chỉ, và là người sáng lập ra một công ty mới. Anh đã phải lòng Phàn Thắng Mỹ từ ngày đại học, và khi nghe nói rằng cô vẫn còn độc thân, quyết định chuyển việc làm đến Thượng Hải. |
| Ngô Hạo Thần | Ứng Cần          | Khách mời | Chính     | Một nhân viên Công nghệ Thông tin đến từ cùng một thành phố với Oánh Oánh. Cần cù, quyết tâm và truyền thống. Là người hiền lành, khá khờ khạo. Là người yêu của Oánh Oánh. |
| Đặng Luân    | Tạ Đồng          |           | Chính     | Là một người yêu âm nhạc, hết sức chung thủy trong tình yêu, tính khí ôn hoà nhưng vào những trường hợp nhất định sẽ nổi nóng, con người bốc đồng. Bị chinh phục bởi tính tình ôn nhu, nhẹ nhàng của Quan Sư Nhĩ. |

### Các diễn viên khác
| Diễn viên         | Vai                    | Vai trò     | Vai trò     | Miêu tả |
| Diễn viên         | Vai                    | 1           | 2           | Miêu tả |
| Tô Thịnh Hoa      | Hà Vân Lễ              |             | Khách mời   | Ông nội Andy |
| Đinh Dũng Đại     | Ngụy Quốc Cường        | Thường trực | Thường trực | Cha Andy |
| Đới Mỹ Hồng       | Mẹ Andy                | Khách mời   |             | |
| Thạch Vân Bằng    | Tiểu Minh              | Thường trực | Thường trực | Em trai Andy |
| Trương Ái Hoa     | Cha Phàn Thắng Mỹ      | Thường trực | Thường trực | |
| Khang Quần Trí    | Mẹ Phàn Thắng Mỹ       | Thường trực | Thường trực | |
| Nhạc Dương        | Anh trai Phàn Thắng Mỹ | Thường trực | Thường trực | |
| Triệu Thiên Tử    | Chị dâu Phàn Thắng Mỹ  | Thường trực | Thường trực | |
| Thang Diệc Trình  | Lôi Lôi                | Thường trực | Thường trực | Cháu trai của Phàn Thắng Mỹ                                                                                             |
| Vương Vĩnh Tuyền  | Cha Khúc Tiêu Tiêu     | Thường trực | Thường trực | |
| Mục Lê Yến        | Mẹ Khúc Tiêu Tiêu      | Thường trực | Thường trực | |
| Quách Hiểu Nhiên  | Khúc Liên Kiệt         | Thường trực | Thường trực | Anh trai cùng cha khác mẹ của Khúc Tiêu Tiêu                                                                            |
| Phùng Huy         | Cha Khưu Oánh Oánh     | Thường trực | Thường trực | |
| Nhan Cảnh Dao     | Mẹ Khưu Oánh Oánh      |             | Thường trực | |
| Đàn Hi Hòa        | Cha Quan Sư Nhĩ        | Thường trực | Thường trực | |
| Lưu Mẫn Đào       | Mẹ Quan Sư Nhĩ         | Thường trực | Thường trực | |
| Trương Thần Quang | Cha Bao Dịch Phàm      |             | Thường trực | |
| Triệu Lệ Quyên    | Mẹ Bao Dịch Phàm       |             | Thường trực | |
| Trần Cẩn          | Mẹ Triệu Khải Bình     |             | Thường trực | |
| Thái Cương        | Cha Vương Bách Xuyên   |             | Thường trực | |
| Lý Tiểu Yến       | Mẹ Vương Bách Xuyên    |             | Thường trực | |
| Tào Nghị          | Cha Ứng Cần            |             | Thường trực | |
| Dương Côn         | Mẹ Ứng Cần             |             | Thường trực | |
| Trương Hiểu Khiêm | Diêu Tân               | Thường trực | Thường trực | Bạn tốt của Khúc Tiêu Tiêu.                                                                                             |
| Vương Văn Thi     | Lam Lam                | Thường trực | Thường trực | Một người trong nhóm bạn của Tiêu Tiêu.                                                                                 |
| Hồ Y Tỉnh         | Khủng Khủng            | Thường trực | Thường trực | Một người trong nhóm bạn của Tiêu Tiêu.                                                                                 |
| Trần Mục Dương    | Quản lý Bạch           | Khách mời   |             | Bạn trai cũ và đồng nghiệp cũ của Khưu Oánh Oánh.                                                                       |
| Ninh Văn Đồng     | Nghiêm Lữ Minh         | Khách mời   | Khách mời   | Bạn thân của Đàm Tông Minh                                                                                              |
| Vương Hoành       | Lâm Tĩnh               | Thường trực |             | Đàn anh và mối tình đầu của Quan Sư Nhĩ.                                                                                |
| Lưu Lâm           | Bà chủ cô nhi viện     | Thường trực | Thường trực | |
| Lý Khắc Vỹ        | Lưu Tư Mỹ              | Thường trực |             | Nhân viên của Andy. Một người bất cẩn và khinh suất, người tập trung vào việc đầu tư cổ phiếu nhiều hơn là làm việc.    |
| Lý Súy            | Quan Đại Vũ            | Thường trực |             | Nhân viên của Andy |
| Viên Nguyện       | Trương Lị Lị           | Thường trực |             | Nhân viên của Andy |
| Tùy Vũ Mông       | Mễ Tuyết Nhi           | Thường trực |             | Đồng nghiệp của Quan Sư Nhĩ.                                                                                            |
| Chu Mộng Dao      | Tiểu Diệp              | Thường trực |             | Đồng nghiệp của Quan Sư Nhĩ.                                                                                            |
| Lý Tuyết Đình     | A Quan Nam             | Khách mời   |             | Bạn học cũ của Khúc Tiêu Tiêu. Muốn quyến rũ Kỳ Điểm nhưng không thành, từng tung tin trên mạng rằng Andy là kẻ thứ ba. |
| Ngụy Vỹ           | Tiểu Lương             | Khách mời   |             | Chủ nợ hối thúc Phàn Thắng Mỹ trả tiền viện phí.                                                                        |
| Trần Long         | Trần Kha Giang         |             | Khách mời   | Người ngưỡng mộ Phàn Thắng Mỹ.                                                                                          |
| Kim Trạch Hạo     | Thư Triển              |             | Khách mời   | Đối tượng mai mối của Quan Sư Nhĩ                                                                                       |
| Lục Linh          | Bà Ngụy                |             | Khách mời   | Vợ Hà Vân Lễ |

## Nhạc phim

### Phần 1
| STT | Nhan đề                                                                         | Phổ lời                       | Phổ nhạc     | Trình bày                                            | Thời lượng |
| --- | ------------------------------------------------------------------------------- | ----------------------------- | ------------ | ---------------------------------------------------- | ---------- |
| 1.  | "Luôn bên cạnh em (陪你左右)" (Sáp khúc)                                        | Lưu Tiệp                      | Lao Tử       | Tổ Phong                                             |            |
| 2.  | "Không thể nói ra (說不出口)" (Sáp khúc)                                        | Hàn Băng                      | Trương Giang | Lưu Đào                                              |            |
| 3.  | "Không khí (空氣)" (Sáp khúc)                                                   | Hàn Băng                      | Trương Giang | Tổ Phong                                             |            |
| 4.  | "Phá kén (破繭)" (Sáp khúc)                                                     |                               | Lao Tử       | Kiều Hân                                             |            |
| 5.  | "Cô bé Lọ Lem (灰姑娘)" (Sáp khúc)                                              | Từ Mộng Nhã                   | Lao Tử       | Tưởng Hân                                            |            |
| 6.  | "Em muốn anh (我要你)" (Sáp khúc)                                               | Lạc Băng                      | Lao Tử       | Vương Tử Văn                                         |            |
| 7.  | "Luôn có hạnh phúc đang đợi bạn (總有幸福在等你)" (Nhạc chủ đề, nhạc cuối phim) | Từ Mộng Nhã                   | Lao Tử       | Lưu Đào、Tưởng Hân、Vương Tử Văn、Dương Tử、Kiều Hân |            |
| 8.  | "Khai mở hương hoa (開的比花香)" (Sáp khúc)                                     | Từ Mộng Nhã                   | Lao Tử       | Dương Tử                                             |            |
| 9.  | "Em và tôi" (Sáp khúc)                                                          | Từ Mộng Nhã                   | Lao Tử       | Dương Thước                                          |            |
| 10. | "Hoan Lạc Tụng (欢乐颂)" (Sáp khúc)                                             | Hàn Băng                      | Truơng Giang | Trương Giang                                         |            |
| 11. | "Nhiều sao (繁星)" (Sáp khúc)                                                   | Cải biên từ bài thơ của Byron | Vương Xu Y   | Trương Giang                                         |            |
| 12. | "Tình yêu bắt đầu từ ngày đó (愛情這樣開始)" (Sáp khúc)                         | Trần Xuân Diễm                | Lao Tử       | Trương Giang                                         |            |

### Phần 2
| STT | Nhan đề                                                                              | Phổ lời       | Phổ nhạc       | Trình bày                                            | Thời lượng |
| --- | ------------------------------------------------------------------------------------ | ------------- | -------------- | ---------------------------------------------------- | ---------- |
| 1.  | "Chúng ta (我们)" (Nhạc chủ đề, nhạc cuối phim)                                      | Trần Hi       | Đổng Đông Đông | Lưu Đào, Tưởng Hân, Vương Tử Vân, Dương Tử, Kiều Hân |            |
| 2.  | "Hương vị gia đình (家的滋味)" (Bài hát nhân vật Andy)                               | Trần Hi       | Đổng Đông Đông | Lưu Đào                                              |            |
| 3.  | "Đến gặp tình yêu (遇到爱)" (Bài hát nhân vật Andy)                                  | Trần Hi       | Đổng Đông Đông | Lưu Đào                                              |            |
| 4.  | "Không sợ cô đơn (不怕一个人)" (Bài hát nhân vật Phàn Thắng Mỹ)                      | Trần Hi       | Đổng Đông Đông | Tưởng Hân                                            |            |
| 5.  | "Em dễ thương, anh đẹp trai (我管可爱你管帅)" (Bài hát nhân vật Khúc Tiểu Tiêu)      | Trần Hi       | Đổng Đông Đông | Vương Tử Văn                                         |            |
| 6.  | "Giun đất (蚯蚓)" (Bài hát nhân vật Khâu Oánh Oánh)                                  | Trần Hi       | Đổng Đông Đông | Dương Tử                                             |            |
| 7.  | "Muốn làm cô gái điên cuồng của anh (想做你的瘋女孩)" (Bài hát nhân vật Quan Sư Nhĩ) | Trần Hi       | Đổng Đông Đông | Tưởng Hân                                            |            |
| 8.  | "Khi anh hôn em, em đừng trốn (吻你之時別再躲)" (Bài hát nhân vật Bao Dịch Phàm)     | Trần Hi       | Đổng Đông Đông | Dương Tử                                             |            |
| 9.  | "Yêu thì yêu thôi (愛我所愛)" (Bài hát nhân vật Tạ Đồng)                             | Trần Hi       | Đổng Đông Đông | Đặng Luân                                            |            |
| 10. | "Cà ri, cà ri (咖哩咖哩)" (Sáp khúc)                                                 | Trần Hi       | Đổng Đông Đông | Milk Coffee                                          |            |
| 11. | "Trời tối rồi (天已黑)" (Nhạc tình cảm)                                              | Trần Hi       | Đổng Đông Đông | Dương Tông Vĩ                                        |            |
| 12. | "Trời tối rồi (天已黑)" (Nhạc tình cảm - Version Love)                               | Trần Hi       | Đổng Đông Đông | Đặng Luân、Lý Dương                                  |            |
| 13. | "Âm nhạc mang lại cho tôi sự nhẹ nhõm (音樂帶我解脫)" (Sáp khúc)                     | Trần Hi       | Đổng Đông Đông | Hứa Hạc Tân                                          |            |
| 14. | "Chỉ cần một mình em (只要你一個)" (Sáp khúc)                                        | Trần Hi       | Đổng Đông Đông | Đổng Đông Đông                                       |            |
| 15. | "Bay ngược chiều sáng (逆光飛翔)" (Sáp khúc)                                         | Trần Hi       | Đổng Đông Đông | Hứa Hạc Tân                                          |            |
| 16. | "Tính yêu sai trái (錯愛)" (Sáp khúc)                                                | Trần Hi       | Đổng Đông Đông | Quyền Chấn Đông                                      |            |
| 17. | "Lỡ (錯過)" (Sáp khúc)                                                               | Trần Hi       | Đổng Đông Đông | Vương Tranh Lượng（Tập 26）, Tô Lập Sinh（Tập 33）   |            |
| 18. | "Thành phố mù (失明的城市)" (Sáp khúc)                                               | Phó Hào       | Phó Hào        | Phó Hào                                              |            |
| 19. | "Một giấc mộng (夢一場)" (Sáp khúc)                                                  | Viên Duy Nhân | Viên Duy Nhân  | Vương Khải                                           |            |

## Rating

### Phần 1
| Chiết Giang / Đông Phương (CSM52) | Chiết Giang / Đông Phương (CSM52) | Chiết Giang / Đông Phương (CSM52) | Chiết Giang / Đông Phương (CSM52) | Chiết Giang / Đông Phương (CSM52) | Chiết Giang / Đông Phương (CSM52) | Chiết Giang / Đông Phương (CSM52) | Chiết Giang / Đông Phương (CSM52) | Chiết Giang / Đông Phương (CSM52)                                                                                           |
| Tập                               | Ngày                              | Chiết Giang                       | Chiết Giang                       | Chiết Giang                       | Đông Phương                       | Đông Phương                       | Đông Phương                       | Ghi chú |
| Tập                               | Ngày                              | % Rating                          | % Rating share                    | Hạng                              | % Rating                          | % Rating share                    | Hạng                              | Ghi chú |
| --------------------------------- | --------------------------------- | --------------------------------- | --------------------------------- | --------------------------------- | --------------------------------- | --------------------------------- | --------------------------------- | --- |
| 1-2                               | 2016-4-18                         | 0.492                             | 1.426                             | 16                                | 0.567                             | 1.638                             | 13                                | |
| 3-4                               | 2016-4-19                         | 0.612                             | 1.7                               | 13                                | 0.729                             | 2.013                             | 10                                | |
| 5-6                               | 2016-4-20                         | 0.580                             | 1.614                             | 13                                | 0.78                              | 2.156                             | 8                                 | Đông Phương 《Xem phim truyền hình Đông Phương》rating 0.588, rating share 1.68                                             |
| 7-8                               | 2016-4-21                         | 0.593                             | 1.71                              | 16                                | 0.753                             | 2.15                              | 11                                | |
| 9-10                              | 2016-4-22                         | 0.808                             | 2.249                             | 9                                 | 0.844                             | 2.33                              | 8                                 | |
| 11                                | 2016-4-23                         | 0.926                             | 2.721                             | 4                                 | 0.984                             | 2.885                             | 3                                 | |
| 12-13                             | 2016-4-24                         | 0.885                             | 2.536                             | 4                                 | 1.102                             | 3.049                             | 3                                 | |
| 14-15                             | 2016-4-25                         | 0.897                             | 2.58                              | 5                                 | 0.983                             | 2.805                             | 3                                 | |
| 16-17                             | 2016-4-26                         | 0.912                             | 2.58                              | 7                                 | 0.993                             | 2.79                              | 4                                 | |
| 18-19                             | 2016-4-27                         | 0.919                             | 2.679                             | 5                                 | 1.040                             | 3.01                              | 3                                 | |
| 20-21                             | 2016-4-28                         | 0.826                             | 2.430                             | 7                                 | 0.962                             | 2.82                              | 5                                 | |
| 22-23                             | 2016-4-29                         | 0.976                             | 2.84                              | 3                                 | 1.126                             | 3.24                              | 1                                 | |
| 24                                | 2016-4-30                         | 0.833                             | 2.61                              | 5                                 | 0.862                             | 2.71                              | 4                                 | |
| 25-26                             | 2016-5-1                          | 0.913                             | 2.9                               | 3                                 | 1.29                              | 3.920                             | 1                                 | |
| 27-28                             | 2016-5-2                          | 1.262                             | 3.514                             | 2                                 | 1.513                             | 4.205                             | 1                                 | |
| 29-30                             | 2016-5-3                          | 1.236                             | 3.590                             | 4                                 | 1.383                             | 4.020                             | 2                                 | |
| 31-32                             | 2016-5-4                          | 1.298                             | 3.801                             | 1                                 | 1.524                             | 4.474                             | 2                                 | |
| 33-34                             | 2016-5-5                          | 1.304                             | 3.791                             | 3                                 | 1.672                             | 4.854                             | 3                                 | |
| 35-36                             | 2016-5-6                          | 1.349                             | 3.95                              | 2                                 | 1.748                             | 5.1                               | 1                                 | |
| 37                                | 2016-5-7                          | 1.274                             | 3.76                              | 2                                 | 1.68                              | 4.96                              | 1                                 | |
| 38-39                             | 2016-5-8                          | 1.11                              | 3.321                             | 3                                 | 1.928                             | 5.54                              | 1                                 | |
| 40-41                             | 2016-5-9                          | 1.258                             | 3.562                             | 3                                 | 1.930                             | 5.451                             | 1                                 | Rating tập duy nhất trên Đông Phương phá 2 Đông Phương 《Xem phim truyền hình Đông Phương》Rating 1.214，Rating share 3.505 |
| 42                                | 2016-5-10                         | 1.331                             | 3.693                             | 2                                 | 1.972                             | 5.481                             | 1                                 | |
| Rating trung bình                 | Rating trung bình                 | 0.968                             | 2.79                              | n/a                               | 1.213                             | 3.48                              | n/a                               | |

### Phần 2
| Chiết Giang / Đông Phương (CSM52) | Chiết Giang / Đông Phương (CSM52) | Chiết Giang / Đông Phương (CSM52) | Chiết Giang / Đông Phương (CSM52) | Chiết Giang / Đông Phương (CSM52) | Chiết Giang / Đông Phương (CSM52) | Chiết Giang / Đông Phương (CSM52) | Chiết Giang / Đông Phương (CSM52) | Chiết Giang / Đông Phương (CSM52) |
| Tập                               | Ngày                              | Chiết Giang                       | Chiết Giang                       | Chiết Giang                       | Đông Phương                       | Đông Phương                       |                                   | Ghi chú |
| Tập                               | Ngày                              | % Rating                          | % Rating share                    | Hạng                              | % Rating                          | % Rating share                    | Hạng                              | Ghi chú |
| --------------------------------- | --------------------------------- | --------------------------------- | --------------------------------- | --------------------------------- | --------------------------------- | --------------------------------- | --------------------------------- | --- |
| 1-2                               | 2017-5-11                         | 1.549                             | 5.122                             | 1                                 | 1.342                             | 4.438                             | 2                                 | Thiếu dữ liệu ở Cáp Nhĩ Tân Chiết Giang rating toàn quốc trung bình 1.02, rating share 3.65 Đông Phương 《Xem phim truyền hình Đông Phương》 có rating 0.36 trên toàn quốc, rating share 1.38                                      |
| 3-4                               | 2017-5-12                         | 1.925                             | 6.403                             | 1                                 | 1.351                             | 4.485                             | 2                                 | Rating trung bình CSM16 Chiết Giang 1.374, rating share 4.128 Đông Phương 《Xem phim truyền hình Đông Phương》CSM16 rating 0.274, rating share 0.898                                                                               |
| 5                                 | 2017-5-13                         | 1.446                             | 5                                 | 1                                 | 1.224                             | 4.218                             | 2                                 | |
| 6-7                               | 2017-5-15                         | 1.517                             | 5.019                             | 1                                 | 1.352                             | 4.46                              | 2                                 | Đông Phương 《Xem phim truyền hình Đông Phương》 rating 1.049, rating share 3.745 |
| 8-9                               | 2017-5-16                         | 1.518                             | 5.225                             | 1                                 | 1.438                             | 4.94                              | 2                                 | Đông Phương 《Xem phim truyền hình Đông Phương》rating 0.848, rating share 3.242 |
| 10-11                             | 2017-5-17                         | 1.396                             | 4.833                             | 2                                 | 1.397                             | 4.842                             | 1                                 | Đông Phương 《Xem phim truyền hình Đông Phương》rating 0.856, rating share 3.05 |
| 12-13                             | 2017-5-18                         | 1.464                             | 5.065                             | 1                                 | 1.34                              | 4.637                             | 2                                 | Đông Phương 《Xem phim truyền hình Đông Phương》rating 0.743, rating share 2.641 |
| 14-15                             | 2017-5-19                         | 1.489                             | 5.052                             | 1                                 | 1.43                              | 4.813                             | 2                                 | Đông Phương 《Xem phim truyền hình Đông Phương》rating toàn quốc 0.33, rating share 1.14 |
| 16                                | 2017-5-20                         | 1.372                             | 4.833                             | 1                                 | 1.261                             | 4.449                             | 2                                 | |
| 17-18                             | 2017-5-21                         | 1.694                             | 5.522                             | 1                                 | 1.597                             | 5.206                             | 2                                 | |
| 19-20                             | 2017-5-22                         | 1.648                             | 5.255                             | 1                                 | 1.549                             | 4.927                             | 2                                 | Đông Phương 《Xem phim truyền hình Đông Phương》rating toàn quốc 0.49, raitng share 1.98 |
| 21-22                             | 2017-5-23                         | 1.63                              | 5.333                             | 1                                 | 1.582                             | 5.18                              | 2                                 | Đông Phương 《Xem phim truyền hình Đông Phương》rating toàn quốc 0.46, raitng share 1.78 |
| 23-24                             | 2017-5-24                         | 1.563                             | 5.204                             | 2                                 | 1.592                             | 5.306                             | 1                                 | Đông Phương 《Xem phim truyền hình Đông Phương》rating toàn quốc 0.47, raitng share 1.8 |
| 25-26                             | 2017-5-25                         | 1.495                             | 5.237                             | 2                                 | 1.516                             | 5.317                             | 1                                 | Đông Phương 《Xem phim truyền hình Đông Phương》rating toàn quốc 0.42, raitng share 1.61 |
| 27-28                             | 2017-5-26                         | 1.555                             | 5.398                             | 2                                 | 1.558                             | 5.358                             | 1                                 | Đông Phương 《Xem phim truyền hình Đông Phương》rating toàn quốc 0.4, raitng share 1.52 |
| 29                                | 2017-5-27                         | 1.271                             | 4.629                             | 2                                 | 1.36                              | 4.9                               | 1                                 | |
| 30-31                             | 2017-5-28                         | 1.495                             | 5.169                             | 1                                 | 1.542                             | 5.334                             | 2                                 | |
| 32-33                             | 2017-5-29                         | 1.611                             | 5.608                             | 1                                 | 1.583                             | 5.529                             | 2                                 | Đông Phương 《Xem phim truyền hình Đông Phương》rating toàn quốc 0.44, raitng share 1.64 |
| 34-35                             | 2017-5-30                         | 1.694                             | 5.648                             | 1                                 | 1.688                             | 5.626                             | 2                                 | Đông Phương 《Xem phim truyền hình Đông Phương》rating toàn quốc 0.47, raitng share 1.85 |
| 36-37                             | 2017-5-31                         | 1.798                             | 6.017                             | 1                                 | 1.645                             | 5.514                             | 2                                 | Rating trung bình một tập trên Chiết Giang 2,115, rating share 6,75 Đông Phương 《Xem phim truyền hình Đông Phương》rating toàn quốc 0.43, raitng share 1.66                                                                       |
| 38-39                             | 2017-6-1                          | 1.667                             | 5.771                             | 1                                 | 1.647                             | 5.695                             | 2                                 | Đông Phương 《Xem phim truyền hình Đông Phương》rating 1.049, raitng share 3.684 |
| 40-41                             | 2017-6-2                          | 1.803                             | 6.049                             | 1                                 | 1.681                             | 5.622                             | 2                                 | Đông Phương 《Xem phim truyền hình Đông Phương》rating 0.971, rating share 3.091 |
| 42                                | 2017-6-3                          | 1.742                             | 6.002                             | 1                                 | 1.331                             | 4.578                             | 2                                 | |
| 43-44                             | 2017-6-4                          | 1.986                             | 6.31                              | 2                                 | 1.919                             | 6.1                               | 1                                 | Rating trung bình hàng ngày của hai kênh trên toàn quốc và CSM16 1,35 , rating share share 4,61 và 1,365, rating share 4,039 trên CSM16; rating 1,15, rating share 3,93 trên Đông Phương và rating 1,075, rating share 3,187 CSM16 |
| 45-46                             | 2017-6-5                          | 1.955                             | 6.323                             | 2                                 | 1.705                             | 5.519                             | 1                                 | Đông Phương 《Xem phim truyền hình Đông Phương》rating 1.089, rating share 3.719 |
| 47-48                             | 2017-6-6                          | 1.725                             | 5.859                             | 2                                 | 1.842                             | 6.251                             | 1                                 | Đông Phương 《Xem phim truyền hình Đông Phương》rating 1.045, rating share 3.702 |
| 49-50                             | 2017-6-7                          | 1.608                             | 5.6                               | 2                                 | 1.824                             | 6.361                             | 1                                 | Đông Phương 《Xem phim truyền hình Đông Phương》rating 1.103, rating share 3.901 |
| 51-52                             | 2017-6-8                          | 1.55                              | 5.452                             | 2                                 | 2.017                             | 7.101                             | 1                                 | Đông Phương 《Xem phim truyền hình Đông Phương》rating 0.898 , raitng share 3.204 |
| 53-44                             | 2017-6-9                          | 1.695                             | 6.168                             | 1                                 | 1.904                             | 5.811                             | 2                                 | Đông Phương 《Xem phim truyền hình Đông Phương》rating 0.808, raiting share 2.687 |
| 55                                | 2017-6-10                         | 1.467                             | 5.317                             | 2                                 | 1.793                             | 6.489                             | 1                                 | |
| Rating trung bình                 | Rating trung bình                 | 1.614                             | 5.47                              | n/a                               | 1.585                             | 5.36                              | n/a                               | |

- Rating cao nhất được đánh dấu bằng màu đỏ, Rating thấp nhất được đánh dấu bằng màu xanh lam

## Phát sóng
Mùa đầu tiên của bộ phim được phát sóng lần đầu vào ngày 18 tháng 4 năm 2016. (Đông Phương và Chiết Giang TV)
Mùa thứ hai phát sóng lần đầu vào ngày 11 tháng 5 năm 2017. (Đông Phương và Chiết Giang TV)

### Phần 1
| Kênh             | Quốc gia   | Ngày                | Lịch Phát Sóng                           |
| ---------------- | ---------- | ------------------- | ---------------------------------------- |
| Đông Phương      | Trung Quốc | 18 tháng 4 năm 2016 | 19:30 mỗi ngày                           |
| Chiết Giang TV   | Trung Quốc | 18 tháng 4 năm 2016 | 19:30 mỗi ngày                           |
| Sơn Đông TV      | Trung Quốc | 24 tháng 5 năm 2016 |                                          |
| Giang Tây TV     | Trung Quốc | 27 tháng 6 năm 2016 | Giờ Vàng                                 |
| Sơn Đông TV      | Trung Quốc | 23 tháng 8 năm 2016 | Giờ Vàng                                 |
| CCTV-8           | Trung Quốc | 24 tháng 1 năm 2017 | 12:30 mỗi ngày                           |
| Quảng Đông TV    | Trung Quốc | 27 tháng 6 năm 2017 |                                          |
| Jia Le Channel   | Singapore  | 1 tháng 9 năm 2016  | Thứ Hai đến Thứ Sáu mỗi tuần 21:15       |
| ONTV             | Đài Loan   | 21 tháng 9 năm 2016 | Thứ Hai đến Thứ Sáu mỗi tuần 20:00       |
| Prijes TV        | Indonesia  | 9 tháng 1 năm 2017  | Thứ Hai đến Thứ Năm mỗi tuần 18:20-19:00 |
| NTV7 (Astro 107) | Malaysia   | 13 tháng 3 năm 2017 | Thứ Hai đến Thứ Sáu mỗi tuần 21:30-22:30 |
| VTV3             | Việt Nam   | 8 tháng 11 năm 2017 | Thứ Hai đến Thứ Năm mỗi tuần 22:40-23:25 |
| TVB              | Hồng Kông  | 21 tháng 1 năm 2018 | Thứ 7 và Chủ nhật 11:00-13:00            |
| Rupavahini       | Sri Lanka  | 8 tháng 5 năm 2018  |                                          |

### Phần 2
| Kênh                            | Quốc gia   | Ngày                 | Lịch Phát Sóng                           |
| ------------------------------- | ---------- | -------------------- | ---------------------------------------- |
| Đông Phương                     | Trung Quốc | 11 tháng 5 năm 2017  | 19:30 mỗi ngày                           |
| Chiết Giang TV                  | Trung Quốc | 11 tháng 5 năm 2017  | 19:30 mỗi ngày                           |
| Thiên Tân TV                    | Trung Quốc | 27 tháng 7 năm 2017  | 19:30 mỗi ngày                           |
| SETV                            | Trung Quốc | 19 tháng 2 năm 2018  | 19:35 mỗi ngày                           |
| Astro Quan Jia HD (Astro 308)   | Malaysia   | 2 tháng 6 năm 2017   | 19:00 mỗi ngày                           |
| NTV7                            | Malaysia   | 8 tháng 7 năm 2020   | 17:00-18:00 mỗi ngày                     |
| 8TV                             | Malaysia   | 6 tháng 8 năm 2020   | Thứ hai đến thứ sáu mỗi tuần 18:00-18:58 |
| Jia Le Channel (Singtel TV 502) | Singapore  | 25 tháng 9 năm 2017  | Thứ hai đến Thứ sáu mỗi tuần 22:00       |
| ON TV                           | Đài Loan   | 27 tháng 9 năm 2017  | 20:00 mỗi ngày                           |
| ELTA Drama                      | Đài Loan   | 28 tháng 10 năm 2016 |                                          |
| Chinese Drama                   | Hồng Kông  | 7 tháng 4 năm 2018   | Thứ bảy và Chủ nhật mỗi tuần 11:00-13:00 |
| J2                              | Hồng Kông  | 14 tháng 9 năm 2020  | 06:00-07:00 và 18:30-19:30 mỗi ngày      |

## Giải thưởng
| Ngày                 | Lễ trao giải                                    | Giải                                                 | Công việc/Tác phẩm                        | Kết Quả   | Ghi Chú                                                                 |
| -------------------- | ----------------------------------------------- | ---------------------------------------------------- | ----------------------------------------- | --------- | ----------------------------------------------------------------------- |
| 10 tháng 12 năm 2016 | Video X9                                        | Phim truyền hình xuất sắc nhất năm                   |                                           | Đoạt giải |                                                                         |
| 15 tháng 12 năm 2016 | Liên hoan Phim quốc tế Macao                    | Phim truyền hình nổi bật nhất                        |                                           | Đoạt giải |                                                                         |
| 16 tháng 12 năm 2016 | 2016 ELLE                                       | Thời trang của năm                                   |                                           | Đoạt giải | [ 4 ]                                                                   |
| 16 tháng 1 năm 2017  | Đêm Weibo 2016                                  | Phim truyền hình nổi tiếng nhất năm                  |                                           | Đoạt giải |                                                                         |
| 20 tháng 2 năm 2017  | Ngành công nghiệp sản xuất truyền hình quốc gia | Phim truyền hình xuất sắc nhất                       |                                           | Đoạt giải | [ 5 ]                                                                   |
| 2 tháng 3 năm 2017   | Phim truyền hình chất lượng                     | Phim truyền hình hình mẫu của năm                    | Hoan Lạc Tụng                             | Đoạt giải |                                                                         |
| 2 tháng 3 năm 2017   | Phim truyền hình chất lượng                     | Tổ hợp phim truyền hình xuất sắc nhất                | Lưu Đào, Vương Tử Văn, Kiều Hân, Dương Tử | Đoạt giải |                                                                         |
| 18 tháng 5 năm 2017  | Hoa Đỉnh                                        | Top 10 phim xuất sắc nhất                            | Hoan Lạc Tụng                             | 1         |                                                                         |
| 16 tháng 6 năm 2017  | Bạch Ngọc Lan                                   | Nam diễn viên phụ xuất sắc nhất                      | Cận Đông                                  | Đề cử     | [ 6 ]                                                                   |
| 16 tháng 6 năm 2017  | Bạch Ngọc Lan                                   | Nữ diễn viên phụ xuất sắc nhất                       | Dương Tử                                  | Đề cử     | [ 6 ]                                                                   |
| 16 tháng 6 năm 2017  | Bạch Ngọc Lan                                   | Nữ diễn viên phụ xuất sắc nhất                       | Vương Tử Văn                              | Đề cử     | [ 6 ]                                                                   |
| 16 tháng 6 năm 2017  | Bạch Ngọc Lan                                   | Nữ diễn viên xuất sắc nhất                           | Lưu Đào                                   | Đề cử     | [ 6 ]                                                                   |
| 16 tháng 6 năm 2017  | Bạch Ngọc Lan                                   | Nữ diễn viên xuất sắc nhất                           | Tưởng Hân                                 | Đề cử     | [ 6 ]                                                                   |
| 16 tháng 6 năm 2017  | Bạch Ngọc Lan                                   | Kịch bản xuất sắc nhất                               | Viên Tử Đạn                               | Đề cử     | [ 6 ]                                                                   |
| 16 tháng 6 năm 2017  | Bạch Ngọc Lan                                   | Đạo diễn xuất sắc nhất                               | Khổng Sanh, Giản Xuyên Hòa                | Đề cử     | [ 6 ]                                                                   |
| 16 tháng 6 năm 2017  | Bạch Ngọc Lan                                   | Phim truyền hình hay nhất                            | Hoan Lạc Tụng                             | Đề cử     | [ 6 ]                                                                   |
| 2017                 | Liên hoan phim truyền hình quốc tế Ma Cao       | Nữ diễn viên xuất sắc nhất                           | Lưu Đào                                   | Đề cử     | [ 7 ]                                                                   |
| 2017                 | Liên hoan phim truyền hình quốc tế Ma Cao       | Nữ diễn viên phụ xuất sắc nhất                       | Vương Tử Văn                              | Đề cử     | [ 7 ]                                                                   |
| 3 tháng 4 năm 2018   | Phi thiên                                       | Phim truyền hình thực tế xuất sắc nhất               | Hoan Lạc Tụng                             | Đoạt giải | [ 8 ]                                                                   |
| 3 tháng 4 năm 2018   | Phi thiên                                       | Nữ diễn viên xuất sắc nhất                           | Lưu Đào                                   | Đề cử     |                                                                         |
| 3 tháng 4 năm 2018   | Phi thiên                                       | Nữ diễn viên xuất sắc nhất                           | Tưởng Hân                                 | Đề cử     |                                                                         |
| Tháng 6 năm 2018     | Gạt tàn thuốc 2017                              | Truyền hình không khói thuốc                         | Hoan Lạc Tụng 2                           | Đoạt giải | [ 9 ]                                                                   |
| 2018                 | Kim Ưng                                         | Nữ diễn viên xuất sắc nhất                           | Lưu Đào                                   | Đề cử     | [ 10 ]                                                                  |
| 2018                 | Kim Ưng                                         | Nữ diễn viên xuất sắc nhất                           | Dương Tử                                  | Đề cử     | [ 10 ]                                                                  |
| 2019                 | 70 năm quốc khánh Trung Quốc                    | Danh sách phim và chương trình truyền hình tiêu biểu |                                           | Đoạt giải | Danh sách phim tiêu biểu kỷ niệm 70 năm quốc khánh (Không xếp thứ hạng) |